# Argostemma enerve
Argostemma enerve är en måreväxtart som beskrevs av Henry Nicholas Ridley. Argostemma enerve ingår i släktet Argostemma och familjen måreväxter. Inga underarter finns listade i Catalogue of Life.